# Aptinoderus funebris
Aptinoderus funebris é uma espécie de carabídeo da tribo Brachinini, com distribuição restrita à África do Sul.